# Anterhynchium fallax
Anterhynchium fallax är en stekelart som först beskrevs av Henri Saussure 1856.  Anterhynchium fallax ingår i släktet Anterhynchium och familjen Eumenidae. Inga underarter finns listade i Catalogue of Life.